# Brachythele
Brachythele là một chi nhện trong họ Nemesiidae.
Brachythele được Ausserer miêu tả năm 1871.

## Các loài
Brachythele có các loài sau:
- Brachythele anomala Schenkel, 1950
- Brachythele bentzieni Zonstein, 2007
- Brachythele denieri (Simon, 1916)
- Brachythele icterica (C. L. Koch, 1838)
- Brachythele incerta Ausserer, 1871
- Brachythele langourovi Lazarov, 2005
- Brachythele longitarsis Simon, 1891
- Brachythele media Kulczyński, 1897
- Brachythele speculatrix Kulczyński, 1897
- Brachythele varrialei (Dalmas, 1920)